# رودباران
رودباران نام منطقه‌ای در نیمه‌ی جنوبی استان بوشهر پیرامون رودخانه مند است.
این منطقه شامل چند شهرستان است و به علت سیلابی بودن، به آن رودباران می‌گویند.

## حوزه انتخابیه
نام رودباران بیشتر جهت تعیین حوزه انتخاباتی این منطقه در سالهای اوایل انقلاب اسلامی ایران به کار می‌رفت.
این منطقه شامل شهرستانهای دشتی، تنگستان، دیر و کنگان در نیمه جنوبی استان بوشهر می‌شد که دارای یک حوزه انتخاباتی مشترک بود.